# Joseph Brown (Leichtathlet)
Joseph Brown (* 13. Juni 1996) ist ein US-amerikanischer Leichtathlet, der sich auf den Diskuswurf spezialisiert hat.

## Sportliche Laufbahn
Joseph Brown wuchs in Mansfield, Texas auf und absolvierte ein Studium an der Texas A&M University–Commerce. Erste internationale Erfahrungen sammelte er im Jahr 2023, als er bei den Panamerikanischen Spielen in Santiago de Chile mit einer Weite von 60,14 m den fünften Platz belegte. Im Jahr darauf siegte er mit 64,57 m beim USATF Throws Festival nahm anschließend an den Olympischen Sommerspielen in Paris teil und schied dort mit 61,68 m in der Qualifikationsrunde aus.